# Homohadena infixa
Homohadena infixa là một loài bướm đêm trong họ Noctuidae.